# Yu Woo-ik

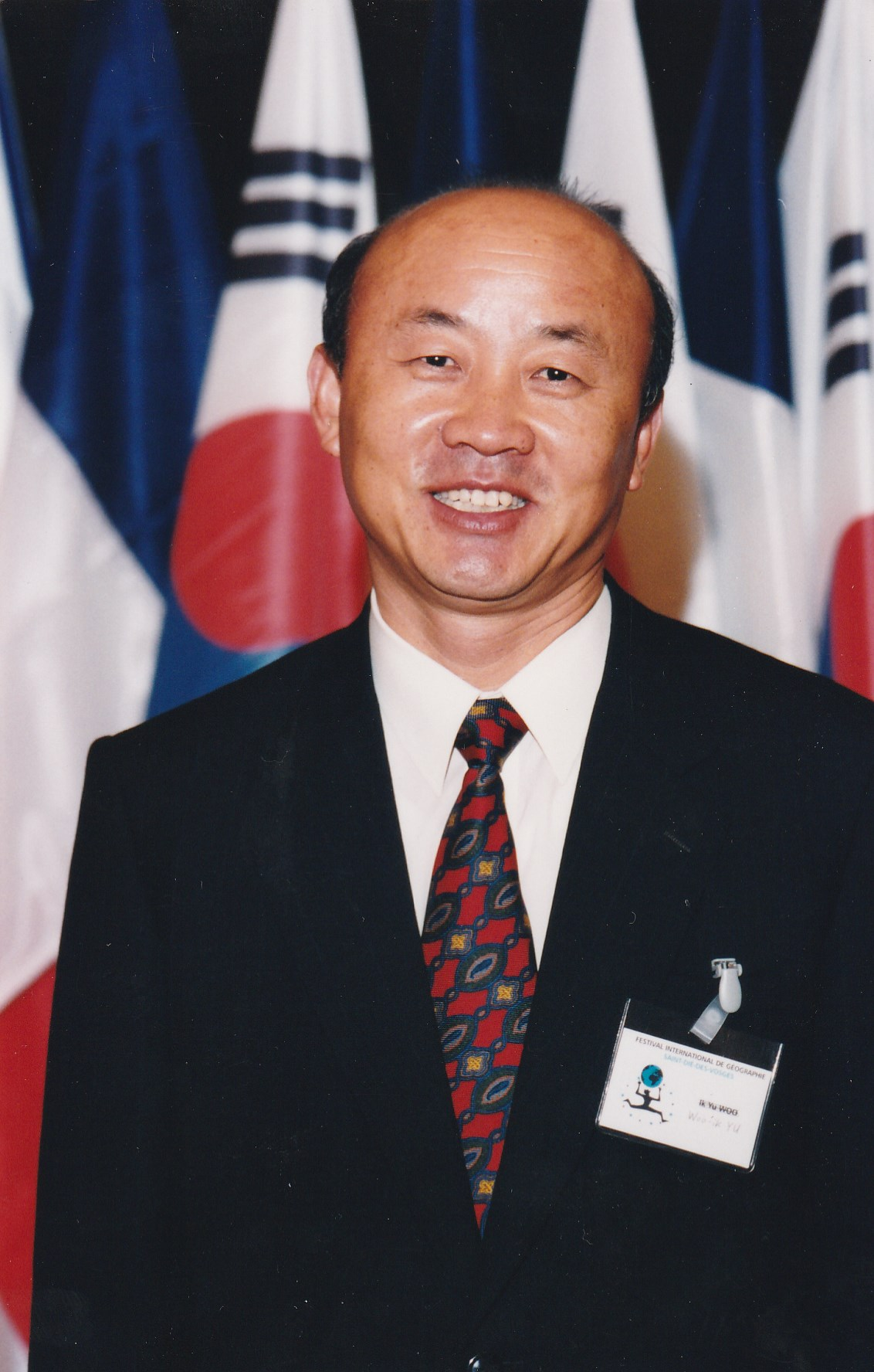
Yu Woo-ik năm 1999

Yu Woo-ik (hay Ryu Woo-ik, tiếng Hàn Quốc: 류우익; tiếng Trung: 柳佑益; bính âm: Liǔyòuyì; sinh ngày 6 tháng 1 năm 1950 tại Sangju, Hàn Quốc) là một chính khách, nhà ngoại giao và nhà địa lý người Hàn Quốc. Dưới thời Tổng thống Lee Myung-bak, ông từng là chánh văn phòng Tổng thống năm 2008, đại sứ tại Trung Quốc từ năm 2009 đến năm 2011, và bộ trưởng Bộ Thống nhất từ năm 2011 đến năm 2013. Ông cũng là giáo sư tại Đại học Quốc gia Seoul cho đến năm 2010 và từng là Tổng thư ký của Hội liên hiệp Địa lý Quốc tế từ năm 2008 đến năm 2010.

## Tiểu sử
Yu Woo-ik học ngành địa lý học tại Đại học Quốc gia Seoul và nhận bằng tiến sĩ năm 1980 tại Đại học Christian Albrechts ở Kiel với luận án Zentralörtliches Verhalten und Sozialstruktur in ländlichen Räumen. Sau đó, ông trở lại Hàn Quốc và trở thành giáo sư tại Đại học Quốc gia Seoul. Ông cũng từng làm việc trong nhiều ủy ban cố vấn chính sách quốc gia.
Từ năm 1996, ông trở thành một trong những cố vấn thân cận nhất của Lee Myung-bak. Sau khi Lee Myung-bak được bầu làm tổng thống Hàn Quốc, ông đã bổ nhiệm Yu Woo-ik làm chánh văn phòng Tổng thống vào đầu năm 2008. Tuy nhiên, ông đã đệ đơn từ chức vào ngày 6 tháng 6 cùng năm, sau các cuộc biểu tình công khai phản đối việc nối lại nhập khẩu thịt từ Hoa Kỳ. Sau đó, ông trở lại Đại học Quốc gia Seoul với tư cách là giáo sư. Từ tháng 12 năm 2009, Yu làm đại sứ Hàn Quốc tại Trung Quốc trong 16 tháng. Ngày 30 tháng 8 năm 2011, Lee Myung-bak bổ nhiệm ông làm Bộ trưởng Bộ Thống nhất, ông giữ chức vụ này cho đến hết nhiệm kỳ vào đầu năm 2013. Ngay khi được bổ nhiệm, ông đã tuyên bố "Trung Quốc cần nhận thức một cách tích cực rằng sự thống nhất bán đảo Triều Tiên sẽ có lợi cho nước này cũng như là điều hạnh phúc đối với Hàn Quốc và cả vùng Đông Á". Người kế nhiệm chức vụ này là Ryu Gil-jae.
Vợ của ông là Biểu Minh Doãn.

## Sự nghiệp
Yu Woo-ik đã phát triển kế hoạch cho một con kênh nối liền sông Hán và sông Nakdong và từ đó có thể tạo ra một tuyến đường thủy chạy dọc qua Hàn Quốc. Mặc dù kế hoạch này chưa bao giờ được thực hiện, nhưng một dự án có định hướng tương tự đã được triển khai với sự tham gia của ông với mục đích bảo vệ môi trường, được gọi là "Dự án Bốn con sông". Với tư cách là bộ trưởng, ông đã đề xuất thành lập một quỹ để hỗ trợ cho công dân Hàn Quốc trong việc xây dựng Triều Tiên trong tương lai.

## Tác phẩm
- Yu Woo-ik. Die Dritte Reflexion - Lehren der deutschen Wiedervereinigung für Korea (bằng tiếng Đức). Berlin: Lit Verlag. tr. 226. ISBN 9783643914828. OCLC 1337075591.